# Paraguai nos Jogos Pan-Americanos de 2019
O Paraguai competiu nos Jogos Pan-Americanos de 2019 em Lima, Peru, de 26 de julho a 11 de agosto de 2019.
A equipe paraguaia consistiu em 71 atletas (48 homens e 23 mulheres) competindo em 18 esportes, compondo a maior delegação já enviada pelo país aos Jogos Pan-Americanos.
Durante a cerimônia de abertura dos jogos, o mesatenista Alejandro Toranzos foi o porta-bandeira do país.
O Paraguai ganhou um total de cinco medalhas nos jogos, sendo o recorde do país em uma única edição. O país também ganhou a primeira medalha de ouro em Jogos Pan-Americanos, com a vitória do golfista Fabrizio Zanotti no evento individual.

## Atletas
Abaixo está a lista do número de atletas (por gênero) participando dos jogos por esporte/disciplina.
| Esporte               | Masculino | Feminino | Total |
| --------------------- | --------- | -------- | ----- |
| Basquetebol           | 0         | 12       | 12    |
| Canoagem              | 0         | 1        | 1     |
| Caratê                | 0         | 1        | 1     |
| Esqui aquático        | 0         | 1        | 1     |
| Fisiculturismo        | 0         | 1        | 1     |
| Futebol               | 0         | 18       | 18    |
| Golfe                 | 2         | 2        | 4     |
| Hipismo               | 1         | 0        | 1     |
| Lutas                 | 1         | 0        | 1     |
| Patinação sobre rodas | 1         | 0        | 1     |
| Remo                  | 5         | 2        | 7     |
| Tênis                 | 0         | 2        | 2     |
| Tênis de mesa         | 3         | 1        | 4     |
| Tiro esportivo        | 3         | 0        | 3     |
| Vela                  | 1         | 0        | 1     |
| Voleibol              | 0         | 2        | 2     |
| Total                 | 17        | 43       | 60    |